# 八院青年駅
八院青年駅（パルォンチョンニョンえき、朝鮮語: 팔원청년역）は、朝鮮民主主義人民共和国平安北道寧辺郡にある駅で、青年八院線と寧辺線に属する。 

## 隣の駅
青年八院線
寧辺駅 - 八院青年駅 - 大将駅
寧辺線
八院青年駅 - 分江駅